# Dongyangopelta
Dongyangopelta là một chi khủng long, được Chen R. Zheng W. Azuma Shibata Lou Jin Q. & Jin X. mô tả khoa học năm 2013.